# Ipsipile

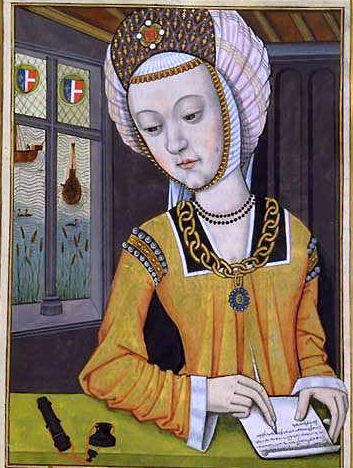
Ipsipile scrive una lettera a Giasone in un codice miniato francese (XV secolo) delle Heroides di Ovidio

Ipsipile (in greco antico: Ὑψιπύλη?), nota anche come Issipile, Isifile o Hisiphile, è un personaggio della mitologia greca.
È la protagonista dell'omonima tragedia di Euripide, la meglio conosciuta tra le sue opere frammentarie, conservata per circa la metà.

## Mito
Ipsipile era figlia di Toante, figlio di Dioniso e Arianna e re dell'isola di Lemno.
Durante il regno di Toante, le donne di Lemno smisero di sacrificare (chi o cosa?) alla dea Afrodite, per la sua infedeltà nei confronti di Efesto, dio grandemente venerato a Lemno. Allora Afrodite punì le donne con una forte alitosi che le rendeva ripugnanti agli uomini, i quali iniziarono a trascurarle razziando schiave nella vicina Tracia. Le donne allora decisero di vendicarsi sterminando l'intera popolazione maschile (androcidio): non solo i mariti, ma anche i padri, i fratelli e i figli. Solo Ipsipile ingannò le altre e salvò Toante nascondendolo in una cassa, o barca, mandata alla deriva, da cui poi fu soccorso da pescatori di Sicandro. A questo punto, per comune accordo delle altre donne, Ipsipile divenne regina di Lemno, ormai abitata da sole donne, che pertanto si dedicarono anche ad attività allora tradizionalmente maschili (agricoltura, allevamento, guerra).
In seguito, Lemno fu la prima tappa di Giasone e dei suoi Argonauti, diretti in Colchide per recuperare il vello d'oro. Dapprima le lemnie si presentarono armate sulla spiaggia, temendo si trattasse di un attacco dei traci; appresa la verità, decisero di accordare agli eroi il permesso di sbarcare. Dopo un dibattito sul da farsi, le lemnie decisero di accogliere gli Argonauti come ospiti onorati; Ipsipile raccontò a Giasone quanto accaduto, omettendo però il massacro degli uomini. Gli eroi si trattennero per qualche tempo sull'isola, unendosi alle lemnie, prima che Eracle esortasse i compagni a ripartire per la Colchide. In particolare, Ipsipile si legò a Giasone: frutto della loro relazione fu un figlio, Euneo, oppure, secondo altre versioni, due gemelli: Euneo e un altro bambino.
Qualche tempo dopo, le lemnie scoprirono che anni prima Ipsipile aveva tradito il patto salvando Toante, e perciò tentarono di ucciderla, ma ella riuscì a fuggire da Lemno assieme ai figli, finendo però catturata dai pirati e venduta come schiava a Licurgo, re di Nemea nel Peloponneso, mentre i bambini furono affidati da Orfeo, che era stato uno degli Argonauti, al nonno Toante. A Nemea, Ipsipile divenne balia del figlio di Licurgo e di sua moglie Euridice, il piccolo Ofelte. Mentre badava al bambino, Ipsipile lo lasciò brevemente incustodito per mostrare una fontana (la fonte Langia) ai Sette eroi argivi diretti ad assediare Tebe: proprio allora Ofelte fu ucciso da un serpente. I Sette uccisero il serpente, quindi uno di loro, il veggente Anfiarao, ribattezzò il bambino Archemoro, vaticinando l'esito infausto della loro stessa spedizione a Tebe. Quindi i Sette istituirono giochi funebri per Archemoro, origine dei futuri giochi nemei. Per questa negligenza Ipsipile venne condannata a morte da Licurgo ed Euridice, ma si salvò grazie all'intervento dei Sette e dei suoi due figli che, giunti per partecipare ai giochi, la riconobbero e la liberarono dalla schiavitù.

## Nella cultura successiva
Ipsipile è menzionata da importanti autori della letteratura italiana.
- Ipsipile figura tre volte nella Divina Commedia di Dante Alighieri, seppur curiosamente mai citata per nome. In primo luogo, Giasone è posto da Dante tra i seduttori puniti nell'Inferno (canto XVII, vv. 88-93), verosimilmente per aver sedotto e abbandonato la donna: Dante segue infatti la versione della Tebaide di Stazio. Quindi, nel Purgatorio, quando Dante sta conversando con le sue due guide, Virgilio e Stazio stesso, il primo spiega al secondo che vari pagani illustri dimorano con lui nel limbo, compresa Ipsipile (Védeisi quella che mostrò Langia: canto XXII, v. 112). Infine, la sua liberazione dalla schiavitù è richiamata dal poeta in una similitudine (canto XXVI, vv. 94-96).
- Qualche decennio dopo, Ipsipile fu tra le donne celebrate da Giovanni Boccaccio nel suo trattato in latino, De mulieribus claris.